# رسائل إلى جولييت (فلم)
رسائل إلى جولييت (بالإنجليزية: Letters to Juliet) فيلم رومنسي، درامي أمريكي من إنتاج سنة 2010. إخراج غاري وينيك وبطولة أماندا سيفريد، غايل غارسيا برنال وفانيسا رديغريف. قصة الفيلم مستوحاة من كتاب رسائل إلى جولييت  لليز وسيل فريدمان والذي صدر سنة 2006.

## طاقم التمثيل
- أماندا سيفريد في دور صوفي هال، تعمل مدققة حقائق في جريدة نيويورك تايمز تقطن في نيويورك.
- كريستوفر إيجان في دور تشارلي ويمان
- فانيسا رديغريف في دور الأرملة كلير سميث ويمان، الحائزة من قبل على جائزة “الأوسكار” عن دورها في فيلم “جوليا” عام 1977، وهي تجسد شخصية أرملة تُدعى “كلير” تخلت عن حبها لـ”لورينزو” منذ خمسين عاماً، عندما كانت طالبة في “فيرونا” بإيطاليا.[3]
- غايل غارسيا برنال في دور فيكتور، خطيب صوفي يعمل كشيف ودائم التفكير في مايهم عمله وافتتاح مطعمه.
- فرانكو نيرو في دور لورينزو بارتوليني
- ميلينا فوكوتيك في دور ماريا
- أوليفر بلات في دور بوبي، رئيسة تحرير جريدة نيويورك تايمز.

## القصة
تدور قصة الفيلم الرومانسي حول فتاة تدعى «صوفي»، شابة أمريكية تسافر إلى مدينة فيرونا الإيطالية التي حدثت فيها قصة الحب الأسطورية بين روميو وجولييت.
تحتوي المدينة على جدار أثري يقوم الأحبة بكتابة رسائل عليه للراحلة جولييت يطلبون نصائحها، فتقوم «صوفي» بالاشتراك مع فريق من المتطوعين الذين يقومون بالرد على رسائل المحبين الموجهة لجولييت.
ومن الرسائل التي تقوم صوفي بالرد عليها رسالة كتبت في عام 1957، فتدفع كلماتها صاحبة الرسالة للسفر إلى إيطاليا بحثاً عن حبها الضائع منذ زمن بعيد.. ومع وصول صاحبة الرسالة إلى مدينة فيرونا، يبدأ الحب والرومانسية في الانتشار في أجواء المدينة، ويبدأ الحب في مطاردة «صوفي» على وجه الخصوص في كل مكان تذهب إليه.

## الإنتاج
مخرج الفيلم هو الإيطالي جاري فينيك، الذي أخرج من قبل عدد من الأفلام التي تنتمي لمثل هذا النوع مثل حروب العرائس عام 2009، و13 أصبحت 30 عام 2004، بالإضافة إلى الفيلم الخيالي شبكة تشارلوت عام 2006.
يقول المخرج جاري فينيك عن دور السيدة التي تبحث عن حبها الضائع: «لم يكن هناك اسم بعينه مرشح للقيام بدور الأرملة كلير، فهناك الكثير من النجوم الذين يصلحون لأدائه، ولكني أخبرت فانيسا رديغريف بأنني أثق في ترشيحها، كما توقعت أن تنعكس قصتهما الحقيقية على أدائهما في الفيلم».

تم تصوير الفيلم في مواقع بين مدينة فيرونا الإيطالية، وجزيرة منهاتن بنيويورك في أمريكا.

## الإستقبال

### آراء النقاد
تلقى الفيلم مراجعات متباينة من مختلف النقاد حيث حصل على نسبة 40% على موقع الطماطم الفاسدة بناءً على 151 مراجعة بمعدل تقييم بلغ 5.1/10.، وفي موقع ميتاكريتيك حصل الفيلم على 50 نقطة من أصل 100 بناء على 34 مراجعة.

### شباك التذاكر
افتتح الفيلم في شباك التذاكر الأمريكي في المركز الثالث خلف المتصدر فيلم آيرون مان 2 في اسبوعه الثاني وفيلم روبن هود، جمع الفيلم في أول أسبوع لعرضه 13,540,486 دولار، في الأسبوع الثاني انخفضت إيرادات الفيلم بنسبة 33.5% وحل في المركز الرابع وجمع فقط 9,006,266 دولار. الفيلم قد حقق في نهاية المطاف 53,032,453 $ محليا و79,181,750 $ في جميع أنحاء العالم.

## وصلات خارجية
- مقالات تستعمل روابط فنية بلا صلة مع ويكي بيانات
- الموقع الرسمي للفيلم